# Севастопольская улица (Гомель)
Улица Севастопольская — улица в южной части Гомеля (Новобелицкий район Гомеля), является одной из главных улиц города Гомеля. Начинается у Новобелицкого кладбища, заканчивается у берега ручья Мостище недалеко от улицы Зайцева. Застройка самая разнообразная, преимущественно частная 1-2 этажная. Старые названия — Старая, Пролетарская. В 1957 году названа в честь города Севастополя. Протяжённость около 3900 метров.

## На улице расположены
- Дворец культуры «Белицкий» ПО «Гомельдрев»
- ОАО «Гомельский ликёро-водочный завод „Радамир“»
- Гомельский государственный профессиональный строительный лицей имени П. Я. Головачёва
- ОАО «Гомельобои» — Севастопольская, 45
- аптеки
- магазины